# Tillandsia balsasensis
Tillandsia balsasensis är en gräsväxtart som beskrevs av Werner Rauh. Tillandsia balsasensis ingår i släktet Tillandsia och familjen Bromeliaceae. Inga underarter finns listade i Catalogue of Life.